# Файльсдорф (Тюрингія)
Файльсдорф (нім. Veilsdorf) — громада в Німеччині, розташована в землі Тюрингія. Входить до складу району Гільдбурггаузен.
Площа — 30,91 км2. Населення становить 2720 ос. (станом на 31 грудня 2021).